# Alan Jackson (cyclisme)
Alan Jackson, né le 19 novembre 1933 à Stockport et mort le 24 mars 1974 à Hornchurch, est un coureur cycliste britannique. Il est champion de Grande-Bretagne de cyclo-cross en 1955 et 1956, et champion de Grande-Bretagne sur route en 1956. Lors des Jeux olympiques de 1956 à Melbourne, il a obtenu la médaille de bronze de la course en ligne. Grâce à ce résultat, et à ceux d'Arthur Brittain et William Holmes, les Britanniques obtiennent la médaille d'argent de la course par équipes.

## Palmarès
- 1955
  -  Champion de Grande-Bretagne de cyclo-cross
- 1956
  -  Champion de Grande-Bretagne de cyclo-cross
  -  Champion de Grande-Bretagne sur route
  -  Médaillé d'argent de la course par équipes des Jeux olympiques
  -  Médaillé de bronze de la course sur route des Jeux olympiques
- 1957
  - 2e du championnat de Grande-Bretagne de cyclo-cross